# قيق أزرق
السَّوَّام المُتوَّج أو القِيْق الأزرق أو الزِّرياب الأزرق هو طائر يكثر وجوده في النصف الشرقي من الولايات المتحدة الأمريكية وكندا حتى خليج المكسيك يعتبر من فصيلة الغربان، يوجد منه حوالي 35 نوعًا، يمتاز هذا الطائر بريشه الأزرق والأبيض وبأن له عرفًا على رأسه، والقيق الأزرق يشبه طيور الغربان وطائر العقعق، فهو ذو حجم كبير ويعتبر من الطيور الجسورة وله صوت عال وحاد، ويُسمع صوته في فصلي الخريف والشتاء وهو يتنقل بين قمم الأشجار صارخًا بصوت ناعم رقيق وواضح، وقد أصبحت طيور القيق الزرق منظرًا مألوفًا في حدائق أمريكا الشمالية.
يبلغ طول القيق الأزرق حوالي 30 سم بما في ذلك الذيل، ولون ذقنه وبطنه يميل إلى الرمادي الفاتح، توجد عبر رقبته وعلى جانبي رأسه ياقة من الريش الأسود ويمكن للقيق الأزرق أن يخفض أو يرفع عرفه الموجود على رأسه، وعُرفه أزرق رمادي مشوب باللون الأرجواني الخفيف، واللون نفسه موجود على ريش ظهر الطائر، أما الريش على أجنحة القيق الأزرق فلونه أزرق لامع، مع حلقات بيضاء وخطوط عرضية سوداء، وخلال فصل بناء الأعشاش يأخذ طائر القيق الأزرق البيض والصغار من أعشاش الطيور الأخرى.
يتألف معظم غذاء طائر القيق الأزرق من الجوز والبندق والبذور الصغيرة، ويأكل أيضًا العديد من الحشرات الضارة وكما يأكل الثدييات الصغيرة وبيض الطيور والطيور الصغيرة والحيوانات اللافقارية مثل العنكبوت والديدان، ويبني القيق الأزرق أعشاشًا غير مُحكمة وغير مرتبة على الأشجار أو الشجيرات، تضع طيور القيق الأزرق من ثلاث إلى ست بيضات زرقاء اللون أو خضراء أو صفراء وعليها بقع رمادية أو بنية، وتبلغ فترة حياة هذا الطائر من أربع إلى ست سنوات.